# Castello delle Quattro torra
Il castello delle Quattro "Torra" (o Torri) è una costruzione fortificata situata nella strada di Pieve al Bozzone 36 nel comune di Siena.

## Storia
Di origine trecentesca, fu della famiglia Cinughi, poi dei Bichi. Impiegato a difesa della città di Siena, durante la guerra del 1555 fu alloggio del marchese di Marignano, perdendo gran parte dei suoi celebri arredi.
Con l'entrata della città nei domini medicei perse la sua funzione difensiva per diventare residenza di campagna, senza tuttavia subire una vera e propria trasformazione in villa.
Dal 1885 appartiene alla famiglia Ponticelli.

## Descrizione
Dotato di quattro torri angolari che ne danno il nome, diverse per pianta ma analoghe per altezza e forma, si erge isolato in una radura sopraelevata, circondato da ulivi, cipressi e altre specie arboree.
Interamente in laterizio ha l'esterno imponente, rafforzato dalla scarpatura, attorno alla quale, al posto del fossato, è presente un angusto giardino con siepi a disegno geometrico. Un marcapiano continuo segna il piano nobile, mentre tutti i coronamenti, sia del mastio che delle torri, presentano una decorazione fatta di una cornice di archetti pensili trilobati e file di mattoni disposti in tralice in modo da creare una vivace trina chiaroscurata. Le aperture sono per lo più ad arco ribassato, oltre a qualche feritoia. Sui lati principali gli assi sono tre, più uno per le torri, su ciascun lato esterno, che diventano due sulla sommità di quelle più grandi. Numerose buche pontaie punteggiano le pareti.
Da un portale con doppia ghiera a sesto acuto tipicamente senese, sormontato da piombatoio, si accede al piccolo cortile interno, a quadrangolo irregolare, porticato su tre lati e retto da pilastri ottagonali o olistili. Qui una breve scalinata pure in laterizio porta al piano nobile.

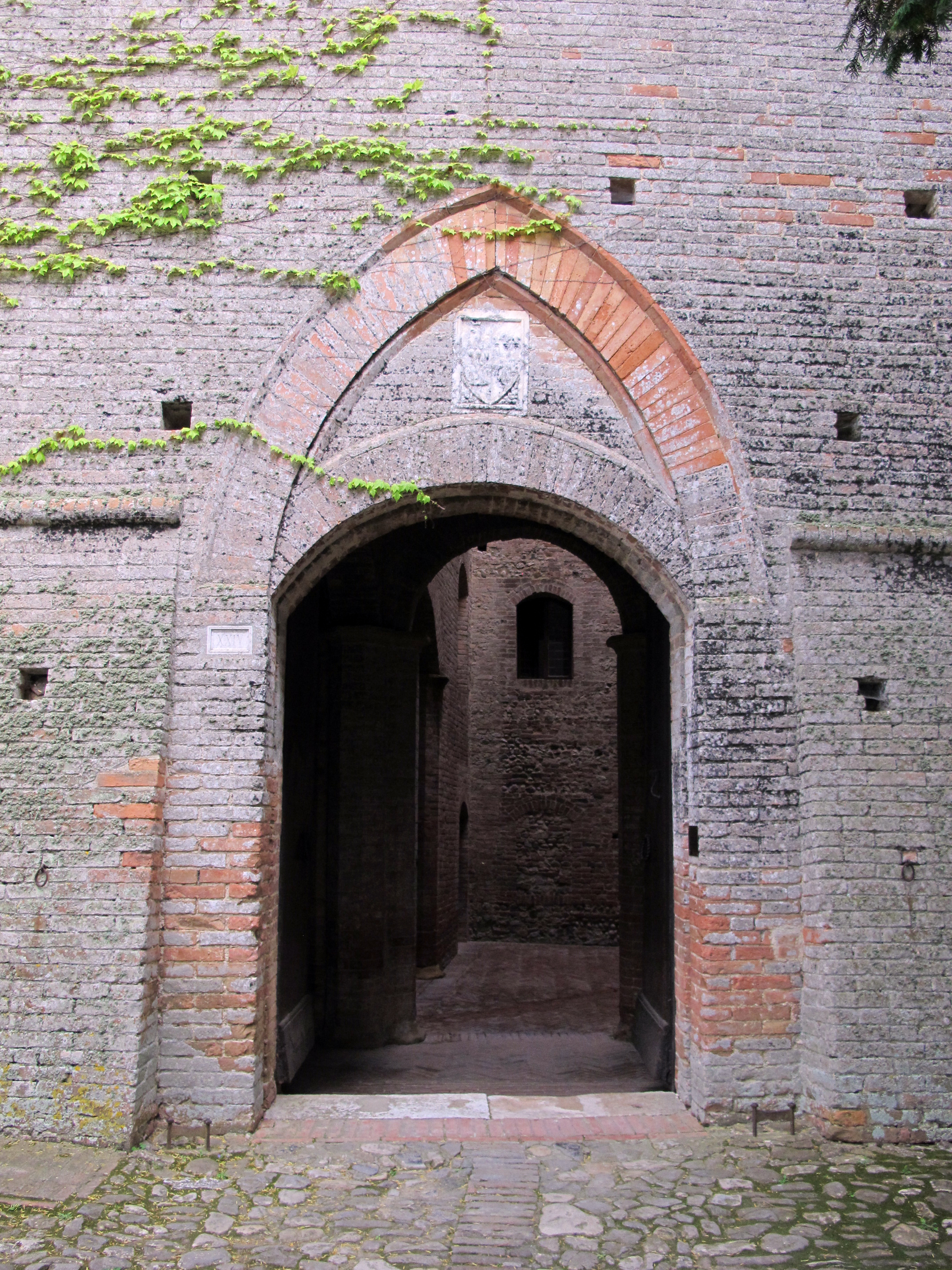
Il portale
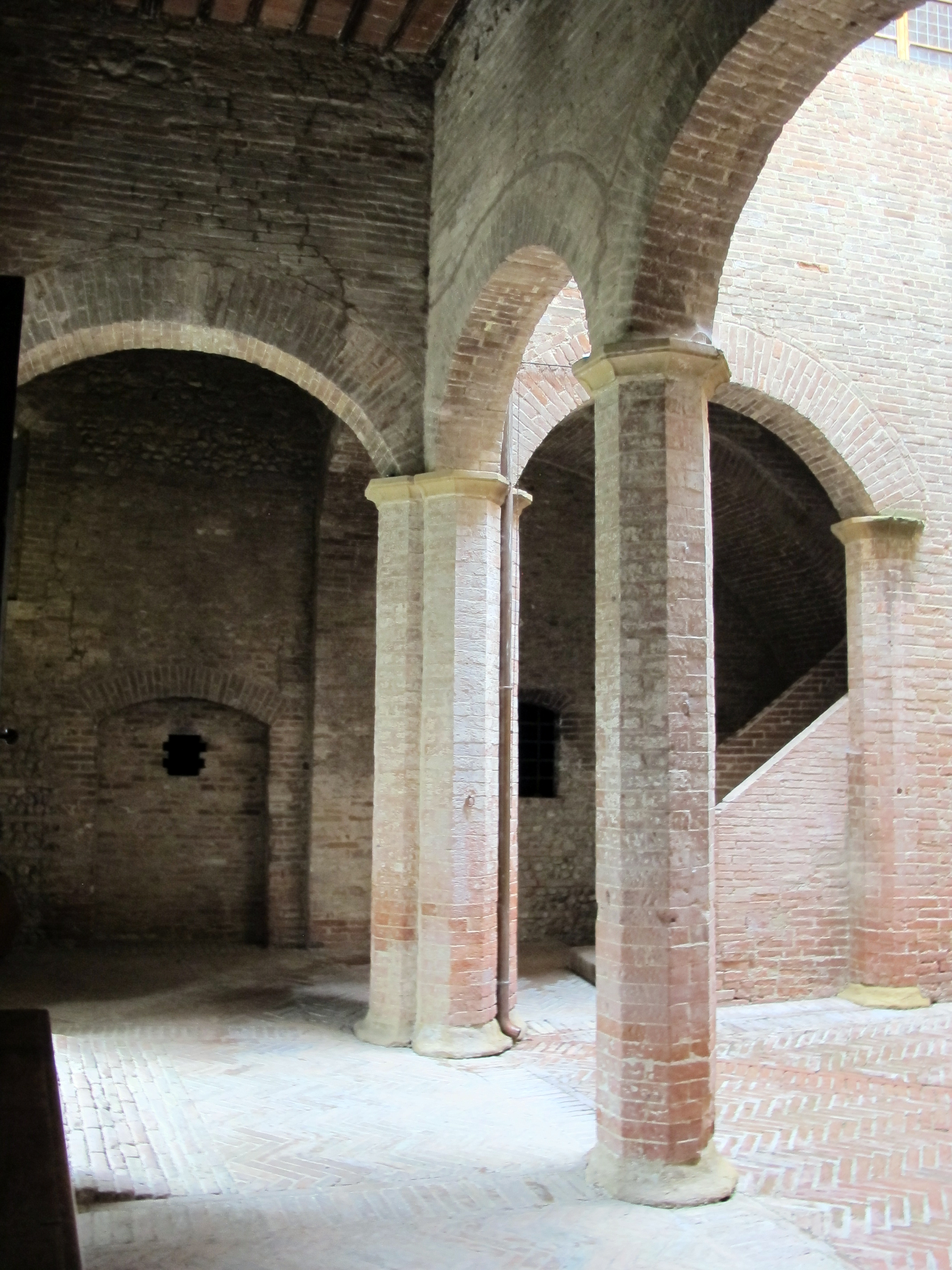
Il cortile
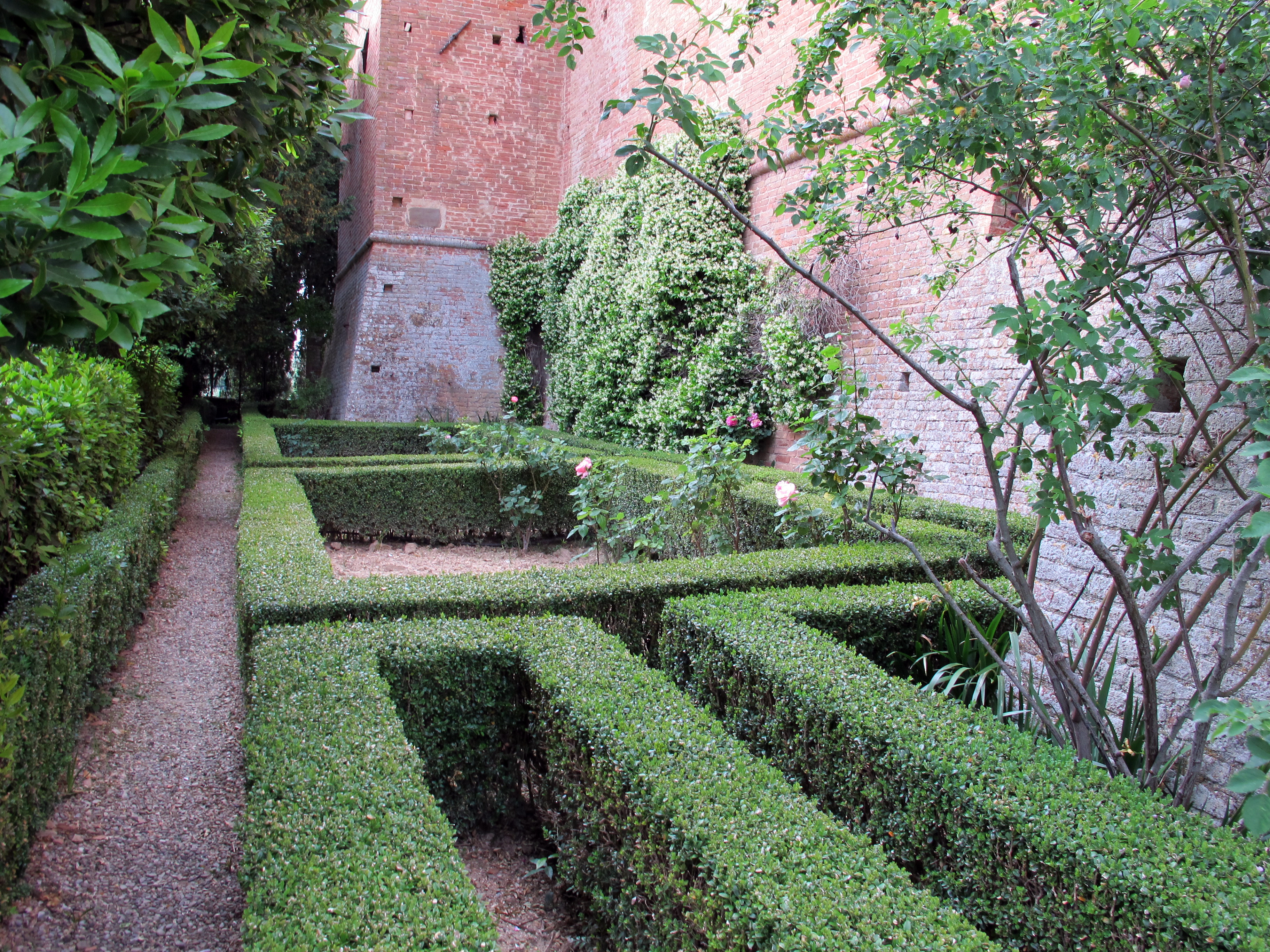
Giardini